# Conwentzia yunguiana
Conwentzia yunguiana är en insektsart som beskrevs av Z.-q. Liu och C.-k. Yang 1993. Conwentzia yunguiana ingår i släktet Conwentzia och familjen vaxsländor. Inga underarter finns listade i Catalogue of Life.